# Gra psychologiczna
Gra psychologiczna – powtarzający się zbiór transakcji pozornie racjonalnych, kierowanych ukrytą motywacją i przewidywaną korzyścią będącą zwykle (choć nie zawsze) jej rzeczywistym celem.
Gry psychologiczne mogą być świadome, lub nieświadome.

## Gry społeczne (nieświadome)
Przykład opisu gier społecznych: w swojej książce W co grają ludzie Eric Berne opisuje kilkadziesiąt gier społecznych, jakie są typowe do obserwacji w społeczeństwie. 
Wśród wielu wymienia taką klasyfikację gier:
- według liczby graczy;
- według użytych narzędzi: słów, pieniędzy, części ciała;
- według typów klinicznych: histeryczna, obsesyjno-kompulsyjna, paranoidalana, depresyjna;
- według stref w rozwoju psychoseksualnym: oralna, analna, falliczna;
- według dynamiki: przeciwlękowa, projekcyjna i introjekcyjna;
- według "instynktów": masochistyczna, sadystyczna, fetyszystyczna.

Pierwszą z analizowanych gier była gra pt. Dlaczego ty nie - tak ale polegająca na tym, że jeden z partnerów interakcji przekonywany do danych działań ciągle znajduje kontrargumenty (ale...), żeby nie wykonać pewnych działań.

## Protokołowanie gier
W praktyce terapeutycznej każda z gier jest przedstawiana z punktu widzenia agensa i protokołowana poprzez zapis następujących jej elementów:
- Teza - ogólny opis gry, zawierający podłoże na jakim ona powstaje;
- Antyteza - opis sposobu przerwania gry lub obcięcia wypłaty, co powoduje przerwanie gry przez agensa;
- Cel - cel gry z punktu widzenia agensa;
- Role - opis wszystkich istotnych dla danej gry ról zaobserwowanych w praktyce terapeutycznej (bardzo często są to tylko dwie role, ale mogą występować gry z kilkoma rolami lub gry wielostronne, gdzie w daną rolę wchodzą kolejne osoby w czasie gry;
- Dynamika - przedstawienie instynktów, popędów, które dana gra maskuje u agensa i osób grających komplementarne role
- Paradygmat transakcyjny:
  - Poziom społeczny gry (transakcje jawne)
  - Poziom psychologiczny gry (transakcje ukryte)
- Posunięcia - przedstawienie w formie kolejnych posunięć graczy struktury całej gry;
- Korzyści - jako główną korzyść z uczestnictwa w grze (grach) opisuje się równowagę psychologiczną, która wzmacnia utwierdzenie się w przekonaniu o swojej wizji rzeczywistości. Wymienia się tu korzyści:
  - psychologiczna wewnętrzna,
  - psychologiczna zewnętrzna,
  - społeczna wewnętrzna,
  - społeczna zewnętrzna;
- Przykłady - Przy opisywaniu przykładów odnosi się je do tych, które występują w dzieciństwie, gdzie odgrywanie Dziecka czy Rodzica jest naturalne i zestawia się je z zaobserwowanymi u pacjentów transakcjami. Przykłady powinny być na tyle dobre, by pacjenci mogli uświadomić sobie zarówno fakt, że uczestniczą w grze, jak i podłoże, genezę samej gry;
- Odmiany gry i gry pokrewne.

## Geneza gier
Według Berne'a w procesie wychowawczym dzieci przyswajają gry od swoich rodziców i pod tym względem gry są dziedziczone w następnych pokoleniach. Podczas socjalizacji rodzice wzmacniają pewne gry zezwalając na ich odgrywanie swoim dzieciom. Zazwyczaj jednostka rozpoczyna grać w dane gry między 2 a 8 rokiem życia. Niektóre gry jednak przyswaja wcześniej, by móc ogrywać je w późniejszym wieku, np. Alkoholik. Każda jednostka w trakcie swojego życia poszukuje też odpowiednich partnerów, którzy umożliwiać mogliby jej uczestnictwo w danej grze.

## Funkcje gier
- Wypłaty jakie umożliwiają gry;
- W funkcji społecznej gry pozwalają na strukturalizowanie czasu;
- Równowaga psychiczna - w niektórych przypadkach pozbawienie możliwości grania dla niektórych osób może prowadzić do rozpaczy lub nawet psychozy;
- Zestaw gier u każdej jednostki jest integralnym składnikiem jej życiowego scenariusza, który realizuje.

## Stopnie gier
- Pierwszy stopień - gra akceptowana jest w środowisku społecznym agensa;
- Drugi stopień - uczestnicy wolą ukrywać fakt prowadzenia gry, ma ona bardziej ostry przebieg niż gra pierwszego stopnia;
- Trzeci stopień - gra ma bardzo ostry przebieg, może zakończyć się utratą zdrowia lub życia osób w nią grających.